# Dominika Kurdziel
Dominika Kurdziel (ur. 25 września 1977 w Krakowie) – polska piosenkarka, autorka tekstów, kompozytorka, producentka muzyczna, reżyser programów telewizyjnych i aktorka.

## Życiorys
Jest absolwentką Państwowego Liceum Muzycznego im. Fryderyka Chopina w Krakowie. W 2005 ukończyła wokalistykę na Akademii Muzycznej w Katowicach, na Wydziale Jazzu i Muzyki Rozrywkowej.
Od 1994 do 1996 występowała w krakowskim kabarecie Piwnica pod Baranami. W 1995 otrzymała dwie nagrody na Festiwalu Artystycznym Młodzieży Akademickiej w Świnoujściu: wyróżnienie za indywidualność artystyczną i nagrodę specjalną dla najlepszego kompozytora. W 1997 została laureatką Festiwalu Piosenki Studenckiej w Krakowie, a następnie zdobyła Grand Prix na festiwalu Śpiewajmy Poezję w Olsztynie i Grand Prix na festiwalu w Siedlcach. Ponadto w ramach konkursu Debiuty na XXXIV KFPP w Opolu za wykonanie utworu „Teatr” otrzymała nagrodę im. Anny Jantar. Pod koniec 1997 Telewizja Polska przyznała jej wyróżnienie za indywidualność roku.
Od 1998 do 1999 grała na perkusji w talk-show Wojciecha Jagielskiego Wieczór z wampirem. We współpracy z Pawłem Kukizem nagrała piosenki „Tańczę (Chodź zabiorę cię do siebie)” oraz „Czy pamiętasz Janku”. w latach 2002–2006 śpiewała jako chórek u boku gwiazd polskiej sceny muzycznej. Od 2006 do 2014 roku śpiewała na wyłączność w chórkach zespołu Andrzeja Piasecznego.
W 2011 wraz z Łukaszem Kowalskim zasiadała w „dream team” Andrzeja Piasecznego w pierwszej edycji programu TVP2 The Voice of Poland. W 2012 zakwalifikowała się do półfinału trzeciej edycji programu Polsat Must Be the Music. Tylko muzyka.
Piosenkarka współpracowała z ośrodkiem U Siemachy, gdzie prowadziła zajęcia z resocjalizacji kulturalnej, a także ze Stowarzyszeniem na rzecz Dzieci i Młodzieży Nasz Świat.
W 2006 roku równolegle do swojej kariery muzycznej rozpoczęła pracę w telewizji TVN. Pracowała jako producent muzyczny w programie „Szymon Majewski Show”, następnie jako wydawca, a później jako reżyser programów telewizyjnych takich jak: „Bar u Danuśki” (TTV), „Mój pierwszy raz” (TTV), „Mamy cię!” (TVN), „Ludzie wolności” (TVN), „Kossakowski. Nieoczywiste” (TTV), „Kossakowski. Inicjacja” (TTV), „Betlejewski. Prowokacje” (TTV).
Obecnie zajmuje sie nauką śpiewu, pracując jako trener wokalny w Teatrze Muzycznym w Gdyni.

## Filmografia
| Rok  | Tytuł                  | Rola                                     | Notatki                                  | Źródło |
| ---- | ---------------------- | ---------------------------------------- | ---------------------------------------- | ------ |
| 1999 | Świat według Kiepskich | siostra Konsoleta                        | odc. 13, pt. Kiepscy dają czadu          | [ 6 ]  |
| 2000 | Świat według Kiepskich | Wioletka Boczek                          | odc. 28, pt. Gość w dom – nie ma kołaczy | [ 6 ]  |
| 2000 | Świat według Kiepskich | kuma Stacha                              | odc. 29, pt. Złote kierpce               | [ 6 ]  |
| 2002 | Świat według Kiepskich | Daria Bączek, dziennikarka radia „Beton” | odc. 108, pt. Pięć minut                 | [ 6 ]  |
| 2002 | Świat według Kiepskich | kuma Stacha                              | odc. 118, pt. Interes                    | [ 6 ]  |
| 2002 | Świat według Kiepskich | Maciejowa                                | odc. 120, pt. Grunt to prund             | [ 6 ]  |
| 2002 | Świat według Kiepskich | poetka Jadwiga Barbara Przaśny           | odc. 131, pt. Wata Mariana               | [ 6 ]  |
| 2002 | Świat według Kiepskich | redaktorka Maryla Kądziel                | odc. 140, pt. Cios w nos                 | [ 6 ]  |
| 2003 | Świat według Kiepskich | Lila                                     | odc. 141, pt. ... A robić nie ma komu    | [ 6 ]  |
| 2003 | Świat według Kiepskich | jedna z matrioszek                       | odc. 146, pt. Matrioszka                 | [ 6 ]  |
| 2003 | Świat według Kiepskich | Walentina Twiordożopnaja                 | odc. 151, pt. Siłaczka                   | [ 6 ]  |
| 2004 | Świat według Kiepskich | redaktorka Barbara Pierdzi-Mąka          | odc. 156, pt. G8                         | [ 6 ]  |
| 2004 | Świat według Kiepskich | Tamara Twardodupcewa                     | odc. 164, pt. Benefis                    | [ 6 ]  |
| 2004 | Świat według Kiepskich | Natasza                                  | odc. 175, pt. Grubas                     | [ 6 ]  |
| 2004 | Świat według Kiepskich | szefowa sanepidu Barbara Skarpetowska    | odc. 183, pt. Pląs                       | [ 6 ]  |
| 2007 | Świat według Kiepskich | Maria Masłowska                          | odc. 248, pt. Ogór                       | [ 6 ]  |
| 2007 | Świat według Kiepskich | Jadwiga Nowak                            | odc. 262, pt. Żyć kolorowo               | [ 6 ]  |

### Wykonanie piosenek
| Rok  | Tytuł                | Utwór                | Źródło |
| ---- | -------------------- | -------------------- | ------ |
| 2000 | Dzieci różnych bogów | - „Gdy Boga ci brak" | [ 6 ]  |